# I. e. 745
Évszázadok: i. e. 9. század – i. e. 8. század – i. e. 7. század
Évtizedek: i. e. 800-as évek – i. e. 790-es évek – i. e. 780-as évek – i. e. 770-es évek – i. e. 760-as évek – i. e. 750-es évek – i. e. 740-es évek – i. e. 730-as évek – i. e. 720-as évek – i. e. 710-es évek – i. e. 700-as évek
Évek: i. e. 749 – i. e. 748 – i. e. 747 – i. e. 746 –  i. e. 745 – i. e. 744 – i. e. 743 – i. e. 742 – i. e. 741 – i. e. 740 – i. e. 739

## Események

### Ázsia
- III. Tukulti-apil-ésarra uralkodásának kezdete